# Miño (kommun)
Miño är en kommun i Spanien. Den ligger i provinsen A Coruña i den autonoma regionen Galicien i nordvästra delen av landet, 500 km väster om huvudstaden Madrid. Antalet invånare är 6 946 (2024). Arean är 32,97 kvadratkilometer.